# Plače
Plače – miejscowość w Słowenii w gminie Ajdovščina.